# Hegedűs István (építőmérnök)
Hegedűs István (Szeged, 1941. december 9.) Széchenyi-díjas (2013) magyar építőmérnök, egyetemi tanár, a Budapesti Műszaki és Gazdaságtudományi Egyetem Hidak és Szerkezetek Tanszékének professor emeritusa, a vasbetonszerkezetek, héjszerkezetek és térbeli tartószerkezetek elismert hazai kutatója és oktatója.

## Élete
1941. december 9-én született ikerszülésben Szegeden, dr. Hegedűs István és Jójárt Erzsébet két legidősebb gyermeke egyikeként. 1960-ban érettségizett a budapesti József Attila Gimnáziumban, majd 1965-ben szerzett diplomát a Budapesti Műszaki Egyetem (BME) Mérnöki Karán.
Diplomázása után, 1965-ben egyből a BME Építőmérnöki Karának Hidak és Szerkezetek Tanszékén (2000-ig: Vasbetonszerkezetek Tanszéke) kapott állást; 1992-1995 között ugyanott, mint egyetemi docens, a tanszék vezetője is volt, 1996. július 1-jén egyetemi tanári címet szerzett.
1981-től a Magyar Tudományos Akadémia (MTA) Mérnöki Szerkezetek (korábban: Vasbeton) Kutatócsoportjának is a tagja lett, kezdetben tudományos munkatársi, illetve főmunkatársi minőségben, majd 1998-2001 között a kutatócsoport helyettes vezetőjeként, 2002 és 2005 között pedig mint a kutatócsoport vezetője.
1995-ben nyújtotta be akadémiai doktori disszertációját, amely alapján 1996-ban habilitálták; 1998-ban Széchenyi Professzori Ösztöndíjat nyert el.
A BME Építőmérnöki Karának nappali és levelező tagozatán 1965-től folyamatosan vesz részt gyakorlatok vezetésében, valamint előadások, illetve konferenciák tartásában, Vasbetonszerkezetek, Hidak és műtárgyak, Hidak és műtárgyak mechanikája, Kompozitok mechanikája és más hasonló tantárgyakból.
Egyéb képzések keretében Mélyépítési műtárgyak, Mélyépítési vasbetonszerkezetek, Felületszerkezetek, Héjszerkezetek, Térbeli tartószerkezetek, Teherhordó szendvicsszerkezetek és más tárgyak oktatásában vesz részt. 1989 óta szerepet vállal a kar angol nyelvű képzésében is, a Theory of reinforced concrete structures tárgy oktatásával.
1977 óta Solymáron él.

## Közéleti tevékenysége
- 1985-től az MTA Elméleti és Alkalmazott Mechanikai Bizottság (1993-ig Műszaki Mechanikai Bizottság) tagja.
- 2000-2003 közt az Országos Tudományos Kutatási Alap (OTKA) Élettelen Természettudományi Szakkollégium tagja.
- 2001-2002 közt a Széchenyi Professzori Ösztöndíj építészet-építés zsűrijének tagja.
- 1996-2007 közt az Építőmérnöki Szak Doktori Tanácsának és Habilitációs Bizottságának tagja.
- 2002-től az Építőmérnöki Doktori Iskola alapító tagja, a Szerkezetépítő Szak felelőse.
- 2009-től a Széchenyi István Egyetem Doktori és Habilitációs Bizottságának tagja.
- 2004-2010 közt az OTKA Építő- Építész- és Közlekedési szak zsűrielnöke.

## Kiemelkedő kutatási munkái, eredményei
Bauxitbeton1970-ben a bauxitbeton-gyorsvizsgálatok statisztikai értékelésével a korábbi becsléseknél megbízhatóbb értéket tudott meghatározni a bauxitbeton szilárdságromlásának sebességére. A tanszéki eredmények felhasználásával arra az eredményre jutottak, hogy a romlás üteme sokkal lassabb, mint az épületekre vonatkozó prognózisokhoz akkoriban használt 1kp/cm2/év. Ez alapján javaslatot tett a rutinszerűen használt roncsolásmentes betonszilárdság-vizsgálat módosításának olyan módosítására, mely azonos megbízhatóságú mérési eredmények felvételét teszi lehetővé.
Lemezekkel és héjakkal foglalkozó kutatások1965-68 között részt vett az Új Budapest Sportcsarnok beruházási programjában, a csarnokot lefedő acél rácsszerkezet kiviteli terveiben való közreműködés révén.
Számítástechnika1972-78 között a Szerkezetépítő Szak mélyépítési ágazatának számítástechnikai tagozatán a Vasbetonszerkezetek c. „tagozatos” tárgy tárgyfelelőse és a gyakorlati anyagok összeállítója volt. E minőségében kiemelten fontosnak tartotta a tanszék oktatási körébe tartozó szerkezetek erőtani számításának korszerűsítését, és mielőbb bevethető számítástechnikai módszerek kidolgozását, ezért nagy munkát fektetett ezen feladatkörök és a lehetséges alkalmazások megismerésére. Ennek keretében több, a közvetlen alkalmazhatóság igényével megírt számítástechnikai tárgyú dolgozata született az 1970-es években a felületszerkezetek témakörében.
Szendvicsszerkezetek1985-ben a Szabványügyi Hivatal a műanyag szerkezetek erőtani méretezésére vonatkozó szabványjavaslat elkészítésével bízta meg. A javaslat határfeszültség helyett hasonló központi szerepű fogalomként a határdeformáció alkalmazását javasolta, a méretezés során elvégzendő vizsgálatokat is ennek figyelembevételével állapította meg.
Szélterhelés vizsgálata2002-ben részt vett a Széchenyi Program keretében a nagyméretű hűtőtornyok tervezésének fejlesztésével foglalkozó kutatásban. Meghatározó szerepet töltött be több, a 2000-es években épült híd (Pentele híd, Deák Ferenc híd, Megyeri híd, Móra Ferenc híd, Tiszavirág híd) szélterhelés-ellenőrzésében.

## Kiemelkedő publikációi
- Stress function of single-layer reticulated shells and its relation to that of continuous membrane shells. Acta Tech. Acad. Sci. Hung. 97. 1-4. pp. 103–110. (1984/2)
- Kollár, L. and Hegedűs, I.: Analysis and design of space frames by the continuum method. Akadémiai Kiadó, Budapest és Elsevier Science Publishers, Amsterdam, 318 p. (1985/2)
- Héjszerkezetek. Egyetemi tankönyv. Műegyetemi Kiadó, 1998. Budapest. (1998/1)
- Discrete Fourier Integrals as Singular Solutions for Grids of Regular Network. Acta Tech. Acad. Sci. Hun. 108(3-4), pp. 339–355. (P. 2001/3)
- Hegedűs, I. - Kollár L.P.: Application of the sandwich theory in the stability analysis of structures. Structural Stability in Engineering Practice. Ed. by. L. Kollár. E & FN Spon, London, New York 1999. Chapter 6. pp 188–241. (1999/3)

## Kitüntetései
- MTA Akadémiai Díj (2003)
- Széchenyi-díj (2013)
- Eötvös József-koszorú (2020)[1] [2021 májusában vette át][2]